# Anzor Kavazashvili
Anzor Ambérkovich Kavazashvili (en georgiano: ანზორ ყავაზაშვილი), (Batumi, Unión Soviética; 19 de julio de 1940) es un exfutbolista georgiano que se desempeñaba como guardameta, también tuvo una breve carrera como entrenador.

## Clubes

### Jugador
| Club               | País            | Año         | Partidos | Goles |
| FC Dinamo Tbilisi  | Unión Soviética | 1957 - 1959 | 5        | 0     |
| FC Zenit           | Unión Soviética | 1960        | 30       | 0     |
| FC Torpedo Moscú   | Unión Soviética | 1960 - 1968 | 165      | 0     |
| FC Spartak Moscú   | Unión Soviética | 1969 - 1971 | 74       | 0     |
| FC Torpedo Kutaisi | Unión Soviética | 1972        | 31       | 0     |

### Entrenador
| Club                | País            | Año         |
| ------------------- | --------------- | ----------- |
| FC Spartak Kostroma | Unión Soviética | 1973        |
| Selección de Chad   | Chad            | 1976 - 1977 |
| Selección de Guinea | Guinea          | 1985 - 1986 |

- Datos: Q974382